# 徳興市
徳興市（とくこう-し）は中華人民共和国江西省上饒市に位置する県級市。楽安河が流れる。

## 行政区画
- 街道:銀城街道、新営街道、香屯街道、銅砿街道
- 鎮:繞二鎮、海口鎮、新崗山鎮、泗洲鎮、大茅山鎮、花橋鎮
- 郷:黄柏郷、万村郷、張村郷、昄大郷、李宅郷、竜頭山郷

## 交通

### 鉄道
- 中国鉄路総公司

- 合福旅客専用線

（合肥方面）- 徳興駅 -（福州方面）
- 衢九線

（九江方面）- 徳興東駅 -（衢州方面）

### 道路
- 高速道路
  - S19 徳上高速道路
  - S26 徳婺高速道路
  - S36 徳昌高速道路